# Costanza Chiaramonte
Costanza Chiaramonte (1377 circa – 1423), figlia di Manfredi III Chiaramonte, conte di Modica, fu la prima moglie e regina consorte del giovane Ladislao I, re di Napoli, dal 1389 fino al 1392, anno in cui venne ripudiata pubblicamente dal marito durante la messa alla quale stavano assistendo.

## Biografia
Era figlia di Manfredi III Chiaramonte, conte di Modica, allora il più importante stato feudale dell'isola, ammiraglio e Gran siniscalco del Regno di Sicilia, Vicario del Regno e Maestro Giustiziere. Sua madre era Eufemia Ventimiglia, figlia di un altro vicario del Regno siciliano, il conte di Geraci, Francesco II Ventimiglia.
Manfredi fu comunque spesso avverso agli Aragonesi di Sicilia e più vicino agli Angiò, anche in conseguenza delle origini francesi della sua famiglia.
Il padre Manfredi venne nominato, per disposizione testamentaria dal morente re Federico IV d'Aragona, a Vicario del Regno (1377); l'interregno durò per parecchi anni, così la bella e ricchissima figlia del vicario, Costanza, venne chiesta in sposa da Margherita di Durazzo per il figlio tredicenne Ladislao I d'Angiò (1376-1414), Re di Napoli e di Ungheria. La dote portata dalla sposa ammontava probabilmente a oltre dodicimila onze d'oro e servì a rifinanziare l'esausta corte angioina di Napoli.
Sei galee (quattro del padre della sposa, due degli ambasciatori della madre di Ladislao) partirono dalla Sicilia verso Gaeta, ad accompagnare la futura sposa ed il suo corteo. Il corteo nuziale giunse nel porto di Gaeta il 6 settembre. Il matrimonio fu stipulato nel castello di Gaeta, dove da due anni risiedeva Ladislao con la madre Margherita, il 21 settembre 1389.
Probabilmente la celebrazione solenne avvenne solo il 15 agosto dell'anno successivo, dopo l'elezione del nuovo papa Bonifacio IX.
Costanza fu per soli tre anni regina di Napoli.
In seguito alla caduta in disgrazia dei Chiaramonte, con la decapitazione di Andrea Chiaramonte il 1º giugno 1392 a Palermo, la prima domenica di luglio la regina Costanza, mentre era a messa con Ladislao, venne ripudiata dal marito col beneplacito di papa Bonifacio IX, il quale acconsentì che il vescovo di Capua, durante la messa, leggesse all'improvviso l'atto di ripudio, togliendo l'anello nuziale alla sposa, per riconsegnarlo al re Ladislao.
Il matrimonio veniva sciolto col pretesto della minore età dei contraenti
Ladislao sposò dopo qualche anno Maria di Lusignano, figlia del re Giacomo I di Cipro; mentre Costanza il 16 dicembre del 1395 fu costretta dal re a sposare, con tremila ducati di dote, Andrea di Capua conte d'Altavilla (1374-1425).
Costanza orgogliosamente, ad alta voce e nella pubblica piazza, disse al novello suo sposo: puoi vantarti d'avere per concubina la moglie del tuo re.
Del resto della sua vita, piombata quasi nell'anonimato, non si sa più nulla. Probabilmente morì nel 1423.
A tutt'oggi, nel maestoso mausoleo di re Ladislao innalzato, per volere della sorella Giovanna II d'Angiò, dietro l'altare maggiore della trecentesca chiesa di San Giovanni a Carbonara in Napoli, sul piedistallo sono scolpiti in rilievo i nomi delle tre mogli, fra cui quello di Costanza Chiaramonte.

## Discendenza
Al primo marito, il re di Napoli Ladislao, diede un figlio Carlo, ma dopo di essere stata ripudiata dal marito, persero le tracce. Dalle fonti, Carlo sia rifugiato in Sicilia lontano dai doveri nobiliari
Dalle nozze col secondo marito, Andrea Di Capua, conte di Altavilla, nacquero:
- Maria (1416-), che sposò prima Francesco Cantelmo, conte di Popoli, (senza figli) e poi Baldassarre Della Ratta, conte di Caserta;
- Luigi (1418-1443), conte di Altavilla, che sposò Altobella Pandone, figlia del conte di Venafro Francesco Pandone.